# Trừ Văn Thố
Trừ Văn Thố is een xã van huyện Bến Cát, een huyện in de provincie Bình Dương.
Trừ Văn Thố ligt in het noorden van het district en grenst in het zuiden aan thị trấn Mỹ Phước, de hoofdplaats van het district. Trừ Văn Thố grenst in het noorden aan Chơn Thành, een district in Bình Phước. In het oosten grenst Trừ Văn Thố aan Phú Giáo. De afstand tot het centrum van Ho Chi Minhstad bedraagt ongeveer 65 kilometer.
De oppervlakte van Trừ Văn Thố bedraagt ongeveer 27,79 km². Trừ Văn Thố heeft 3953 inwoners.